# 一二三民主聯盟
一二三民主聯盟是香港过去的一個政黨，於1994年成立，其名稱的意義是:  支持一個民主中國的統一及促進两岸文化的誠意交流，堅持兩岸三地的經貿發展。
由於組成者多為留學台灣大專院校的香港人，因而被香港傳媒視為右派社團，即親中華民國人士及以在香港與中國國民黨關係密切人士組成。高峰期曾在香港區議會有六個議席、香港市政機構（區域市政局）一席、立法局有一席，並有由中國國民黨提名的一席中華民國立法委員，和同樣於香港三級議會擁有議席及透過由國民黨提名取得僑選立委席次的親台組織旗艦港九工團聯合總會形成分庭抗禮之勢，聯盟最後在2000年解散。

## 簡介
過去在香港參政的親台人士，因其持反共政治立場，絕大多數參與屬柔性政黨的最大民主派政團香港民主同盟，但在1994年因應港同盟與另一政團匯點成併成為民主黨，並轉變為剛性政黨，故此民主黨黨章中，列明不容許黨員具有雙重黨籍，所涵蓋範圍包括外地政黨，而不少香港親台人士，或早年於台灣就讀大專院校回港的校友，均具有中國國民黨黨籍，他們普遍不欲為了加入民主黨而放棄國民黨黨籍（及捨棄獲台北黨政機關方面的相關資助），故此，此類港同盟中的「右派」人士和其他本以港九工團聯合總會或無黨派從政的親台政客另組「一二三民主聯盟」。
成立時獲當時台北駐港最高機構中華旅行社（即大陸委員會香港辦事處對外工作稱呼）支持及資助，而創會的籌款晚宴，更由時任行政院大陸委員會香港事務局局長（對外稱中華旅行社總經理）兼中國國民黨港澳總支部主任委員黎昌意（前國防部參謀總長黎玉璽上將之子）作主禮人並率領辦事處全體仝人及台灣駐港黨政軍及商界要人出席，並在會上宣讀時任總統兼國民黨主席李登輝支持香港民主運動及支援在港從政國民黨同志的主席諭令，同年的1994年香港區議會選舉首次派人參選。
亦因應台北黨政方面，意欲在1997年香港主權移交前後擁有一定角色，同時為貫徹扶持一二三民主聯盟作為國民黨在香港衛星政黨的地位，在1995年中華民國立法委員選舉中，中國國民黨提名時任一二三民主聯盟中，唯一具雙料議席的屯門區議會及區域市政局議員吳惠祖，角逐僑選立法委員議席並順利當選。
1995年香港立法局選舉，代表任善寧透過選舉委員會當選，成為立法局議員，使一二三民主聯盟躋身香港主要政黨，而任善寧在立法局內宣誓就任議員之前，另在立法局大樓外的遮打花園自辦一場仿照中華民國立法委員就職時，向國父遺像宣誓並恭讀總理遺囑的儀式，彰顯其本人及一二三民主聯盟親中國國民黨的政治立場，此一舉動使日後在港從政的親國黨人士仿效，如於2019年當選黃大仙區議員的溫子眾。由於中英政改爭拗，1995年的最後一屆立法局所有議員，任期只能至1997年6月30日午夜為止，無法自動過渡成為香港特別行政區第一屆立法會議員，因任善寧的議席遭到剝奪，一二三民主聯盟故曾參加以民主派為主導的「反對臨時立法會大聯盟」。
其後於1998年，香港回歸後第一屆立法會選舉，任善寧曾與其他成員合組名單參加新界西直選，但未能成功。因為會員與經費大幅萎縮，亦因2000年台灣自首次政黨輪替後，基於上台的民主進步黨台獨立場，同時其主要為從政參政，難被視作一般華僑社團，不再獲中華民國政府贊助，而淪為在野的中國國民黨停止支援海外衛星政黨等因素下，一二三民主聯盟在2000年12月3日召開特別會員大會宣布解散。

## 選舉

### 1994年香港區議會選舉
首次參與區議會選舉，共提名21人，有任善寧、李廷傑、吳惠祖、秦飛鵬、司徒策與宋景輝共六人當選。

### 1995年香港立法局選舉
任善寧參加選舉委員會界別，當選成為立法局議員。

### 1998年香港立法會選舉
任善寧、朱祖恩、麥業成與宋景輝合組名單參加新界西直選，惟只得3050票，未能當選
。

### 1999年香港區議會選舉
總共提名10人參選，結果戴卓賢、秦飛鵬、梁漢華、程志紅、宋景輝與麥業成共有六人當選。

## 知名成員
- 任善寧（1995年-1997年間曾任香港立法局議員、曾任九龍城區議會民選議員）
- 吳惠祖（中華民國第三屆僑選立法委員、曾任區域市政局議員及屯門區議會兆禧區議員）
- 梁漢華（神州青年服務社前社長、深水埗區議會前區議員）
- 麥業成（前任元朗區議會副主席及鳳翔區議員、人民力量前成員、社民連前成員、前任民主陣線主席）
- 陳文佑（油尖旺區議會前區議員、曾任油尖旺區議會主席，現時是公共專業聯盟成員）
- 陳之望（現任香港中山學會主席）
- 秦飛鵬（油尖旺區議會前區議員）
- 王化民（保釣人士、荃灣區議會增選委員、現任公民黨新界西支部副主席）※並非正式會員，但有向組織於1994年香港區議會選舉期間提出協助。
- 戴卓賢（2010年香港立法會補選香港島候選人、中西區區議會前區議員）
- 朱祖恩（屯門區議會良景前區議員，現為民主黨成員）
- 宋景輝（屯門區議會建生前區議員）
- 程志紅（屯門區議會良景前區議員、2011年已轉投民建聯）
- 梁雪芳（港九工團聯合總會前副主席、曾參選2000年香港立法會選舉勞工界功能組別，夥拍柳玉成、劉寶坤參與2004年香港立法會選舉出選九龍西，以藍英同盟名義報名參選2008年香港立法會選舉新界西）